# Taseko River
Der Taseko River ist ein 132 km langer rechter Nebenfluss des Chilko River im zentralen Westen von British Columbia in Kanada. 

## Flusslauf
Der Taseko River entspringt in den Chilcotin Ranges, einer Teilkette der Coast Mountains, westlich des Porteau Mountain auf einer Höhe von 2000 m. Er fließt anfangs in nordwestlicher Richtung zum Südende des 7 km langen Upper Taseko Lake. Dieser wird über einen 1,5 km langen Abfluss zum 16 km langen Lower Taseko Lake entwässert. Anschließend strömt der Taseko River über eine Strecke von knapp 100 km in nördlicher Richtung durch den südlichen Teil des Chilcotin-Plateaus. Der Elkin Creek mündet linksseitig in den Fluss. Schließlich erreicht der Taseko River den Chilko River. Der mittlere Abfluss unterhalb des Lower Taseko Lake beträgt 37,3 m³/s. Die höchsten monatlichen Abflüsse treten gewöhnlich im Juli auf.

## Flussfauna
Im Taseko River kommen folgende Fischarten vor:
Stierforelle, Königslachs, Dolly-Varden-Forelle, Catostomus catostomus (Longnose Sucker), Prosopium williamsoni (Mountain Whitefish), Regenbogenforelle, Rotlachs und Steelhead-Forelle.